# Shin Hong-gi
Shin Hong-Gi ((신홍기?, 辛弘基?); 4 maggio 1968) è un ex calciatore sudcoreano, di ruolo difensore.